# Gumi
Gumi là một thành phố ở Gyeongsangbuk-do, Hàn Quốc. Thành phố này toạ lạc bên sông Nakdong, trung độ giữa Daegu và Gimcheon, trên đường cao tốc Gyeongbu và tuyến đường sắt tuyến Gyeongbu nối Seoul và Busan.
Thành phố này là một trung tâm công nghiệp với các ngành dệt, sợi, cao su, nhựa, kim loại, điện tử.

## Lịch sử
Trong thời Tam Quốc tại Triều Tiên, Gumi thuộc Gaya và sau đó là Silla.  Ngôi đền Silla đầu tiên, đền Dori, đã được xây dựng ở đây.
Đây là nơi sinh của cố tổng thống Hàn Quốc Park Chung-hee. Nhà của ông ngày nay là bảo tàng.
Gumi đã phát triển nhanh chóng trong thập niên 1960, từ một thị trấn nông nghiệp thành một thành phố nhờ tiền đầu tư phát triển từ chính quyền.

## Khí hậu
| Dữ liệu khí hậu của Gumi                 | Dữ liệu khí hậu của Gumi | Dữ liệu khí hậu của Gumi | Dữ liệu khí hậu của Gumi | Dữ liệu khí hậu của Gumi | Dữ liệu khí hậu của Gumi | Dữ liệu khí hậu của Gumi | Dữ liệu khí hậu của Gumi | Dữ liệu khí hậu của Gumi | Dữ liệu khí hậu của Gumi | Dữ liệu khí hậu của Gumi | Dữ liệu khí hậu của Gumi | Dữ liệu khí hậu của Gumi | Dữ liệu khí hậu của Gumi |
| Tháng                                    | 1                        | 2                        | 3                        | 4                        | 5                        | 6                        | 7                        | 8                        | 9                        | 10                       | 11                       | 12                       | Năm                      |
| ---------------------------------------- | ------------------------ | ------------------------ | ------------------------ | ------------------------ | ------------------------ | ------------------------ | ------------------------ | ------------------------ | ------------------------ | ------------------------ | ------------------------ | ------------------------ | ------------------------ |
| Cao kỉ lục °C (°F)                       | 20.8 (69.4)              | 22.2 (72.0)              | 29.6 (85.3)              | 34.4 (93.9)              | 36.9 (98.4)              | 43.2 (109.8)             | 44.5 (112.1)             | 44.9 (112.8)             | 37.3 (99.1)              | 30.6 (87.1)              | 28.5 (83.3)              | 23.0 (73.4)              | 44.9 (112.8)             |
| Trung bình ngày tối đa °C (°F)           | 4.3 (39.7)               | 7.2 (45.0)               | 12.7 (54.9)              | 20.2 (68.4)              | 24.9 (76.8)              | 27.9 (82.2)              | 29.8 (85.6)              | 30.4 (86.7)              | 26.2 (79.2)              | 21.1 (70.0)              | 13.5 (56.3)              | 6.9 (44.4)               | 18.7 (65.7)              |
| Trung bình ngày °C (°F)                  | −1.3 (29.7)              | 1.1 (34.0)               | 6.2 (43.2)               | 12.9 (55.2)              | 18.0 (64.4)              | 22.1 (71.8)              | 24.9 (76.8)              | 25.2 (77.4)              | 20.1 (68.2)              | 13.6 (56.5)              | 6.8 (44.2)               | 0.8 (33.4)               | 12.5 (54.5)              |
| Tối thiểu trung bình ngày °C (°F)        | −6.2 (20.8)              | −4.3 (24.3)              | 0.3 (32.5)               | 5.8 (42.4)               | 11.3 (52.3)              | 16.8 (62.2)              | 20.9 (69.6)              | 21.2 (70.2)              | 15.3 (59.5)              | 7.7 (45.9)               | 1.1 (34.0)               | −4.2 (24.4)              | 7.1 (44.8)               |
| Thấp kỉ lục °C (°F)                      | −32.9 (−27.2)            | −29.8 (−21.6)            | −26.6 (−15.9)            | −10.3 (13.5)             | −2.1 (28.2)              | 3.6 (38.5)               | 12.7 (54.9)              | 14.5 (58.1)              | 7.1 (44.8)               | −2.9 (26.8)              | −19.1 (−2.4)             | −31.8 (−25.2)            | −32.9 (−27.2)            |
| Lượng Giáng thủy trung bình mm (inches)  | 20.2 (0.80)              | 28.2 (1.11)              | 45.4 (1.79)              | 66.3 (2.61)              | 77.0 (3.03)              | 130.3 (5.13)             | 237.9 (9.37)             | 237.0 (9.33)             | 146.3 (5.76)             | 35.4 (1.39)              | 31.9 (1.26)              | 16.8 (0.66)              | 1.072,5 (42.22)          |
| Số ngày giáng thủy trung bình (≥ 0.1 mm) | 5.0                      | 5.5                      | 7.4                      | 7.0                      | 8.1                      | 8.8                      | 13.6                     | 12.7                     | 8.5                      | 4.7                      | 5.6                      | 4.9                      | 91.8                     |
| Độ ẩm tương đối trung bình (%)           | 61.2                     | 59.2                     | 58.0                     | 55.3                     | 60.7                     | 67.5                     | 76.0                     | 76.0                     | 74.6                     | 69.4                     | 66.8                     | 64.3                     | 65.8                     |
| Số giờ nắng trung bình tháng             | 166.7                    | 173.3                    | 198.0                    | 223.7                    | 235.6                    | 198.7                    | 170.1                    | 179.8                    | 171.2                    | 194.6                    | 158.3                    | 159.5                    | 2.229,6                  |
| Nguồn:                                   |                          |                          |                          |                          |                          |                          |                          |                          |                          |                          |                          |                          |                          |

## Hành chính
Trung tâm thành phố Gumi được chia thành 19 dong, khu vực ven đô được chia thành 6 myeon và 2 eup  Seonsan-eup và Goa-eup.

## Nhân vật địa phương nổi tiếng
Gumi là quê hương của Park Chung-hee, con gái ông Park Geun-hye, thành viên cũ của H.O.T Jang Woo-hyuk, thành viên cũ của G.O.D. Kim Tae-woo, và tuyển thủ Lee Yun-yeol.

## Núi Geumo
Núi Geumo (Geumo San) là một nơi leo núi phổ biến, đỉnh cao 976 m trên mực nước biển. Ở đây có hồ chứa nhân tạo và khu vực giải trí:
Ở đây cũng có các động Doesan, thác Daehye và chùa HaeUn.

## Thành phố kết nghĩa
- thành phố Trường Sa tỉnh Hồ Nam, Trung Quốc
- Thẩm Dương, Trung Quốc
- Mexicali, México
- Thành phố Bắc Ninh, tỉnh Bắc Ninh, Việt Nam